# Eopyrenula septemseptata
Eopyrenula septemseptata är en lavart som beskrevs av Coppins. Eopyrenula septemseptata ingår i släktet Eopyrenula och familjen Dacampiaceae.  Arten är reproducerande i Sverige. Inga underarter finns listade i Catalogue of Life.